# Hamulec taśmowy
Hamulec taśmowy – hamulec, w którym elementem hamującym jest taśma cierna zaciskana na bębnie sztywno połączonym z hamowaną osią.
Hamulce taśmowe odznaczają się dużą skutecznością hamowania. Do ich zalet zalicza się prostotę konstrukcji i zwartą budowę. Wadą tych hamulców jest to, że pod wpływem naciągu cięgna następuje niesymetryczne obciążenie hamowanego zespołu. Cięgna są wykonane z cienkiej taśmy stalowej, wyłożonej materiałem ciernym. Obliczenie hamulców taśmowych polega na określeniu momentu tarcia niezbędnego do zahamowania bębna, obliczeniu wartości sił w cięgnie oraz na wyznaczeniu wartości siły, jaką należy wywierać na dźwignię hamulca.  

## Podział hamulców taśmowych
Hamulce taśmowe dzielą się na:
- zwykłe
- różnicowe
- sumowe